# 배연우
ld.yool3 배연우(2005년 3월 18일 ~ )는 대한민국의 블로거이다.

## 학력
- 평산초등학교 졸업
- 삼성현중학교 졸업
- 사동고등학교 졸업
- 영남대학교 재학